# Hakainde Hichilema
Hakainde Hichilema (ur. 4 czerwca 1962 we wsi Hachipona) – zambijski polityk, lider Zjednoczonej Partii dla Narodowego Rozwoju (UPND), prezydent Zambii od 2021 roku.

## Życiorys

### Młodość i edukacja
Urodził się we wsi Hachipona, położonej w obecnej Prowincji Południowej w Zambii (wówczas Rodezja Północna). W latach 1981–1986 studiował ekonomię i zarządzanie na Uniwersytecie Zambijskim w Lusace. Następnie uzyskał dyplom MBA (Master in Business Administration) w Wielkiej Brytanii.

### Kariera zawodowa
W swej karierze zawodowej zajmował różne stanowiska w międzynarodowych firmach. Był konsultantem w Eqator Advisory Services, dyrektorem w firmie Coopers&Lybrand, przewodniczącym zarządu Sun International, Greenbelt Fertilizers Ltd, Media Trust Fund, Export Developement Program oraz wielu innych.

### Kariera polityczna
Po śmierci przewodniczącego Zjednoczonej Partii dla Narodowego Rozwoju (UPND, United Party for National Developement) Andersona Mazoki w maju 2006, Hichilema został wybrany na jego następcę.
Wziął udział w wyborach prezydenckich w Zambii 28 września 2006 jako kandydat koalicji partii UPND. Przed wyborami uzyskał poparcie byłego prezydenta Kennetha Kaundy. W wyborach zajął trzecie miejsce z poparciem 25,3% głosów. Przegrał z Michaelem Satą (29,4%) oraz z Levim Mwanawasą (43%), który wygrał wybory.
Wziął również udział w wyborach prezydenckich 30 października 2008, zorganizowanych po śmierci prezydenta Mwanawasy. Zajął w nich trzecie miejsce z wynikiem 19,7% głosów, za Rupiahem Bandą (40,1%) oraz Michaelem Satą (38,1%). Również w wyborach prezydenckich 20 września 2011 zajął ponownie trzecie miejsce z wynikiem 18,5% głosów, przegrywając po raz drugi z Satą (43%) i Bandą (36,1%).
Po raz kolejny wziął udział w wyborach prezydenckich w styczniu 2015, przegrał z Edgarem Lungu o zaledwie 27 757 głosów (1,66%). Po raz drugi zmierzył się z Lungu w kolejnych wyborach w sierpniu 2016, ponownie przegrał niewielką liczbą głosów.
W wyborach prezydenckich w sierpniu 2021 Hakainde Hichilema pokonał urzędującego prezydenta Edgara Lungu zdobywając 59,38% głosów.
Podczas swojej kampanii prezydenckiej kładł nacisk na zjednoczenie kraju, który liczy 73 plemiona i odnowieniu podupadłej gospodarki.
24 sierpnia 2021 roku objął stanowisko prezydenta Zambii.

## Życie prywatne
Jego żoną jest Mutinta Hichilema, razem mają troje dzieci; córkę oraz dwóch synów. Jest ochrzczonym członkiem Kościoła Adwentystów Dnia Siódmego. Jest milionerem i drugim co do wielkości hodowcą bydła w Zambii.